# Pebech
Pebech (auch Pabachchi) ist als altägyptische Bezeichnung einer östlich von Diyarbakır im heutigen Südostanatolien gelegenen Region während der Regierungszeit von Ramses II. in Karnak am neunten Pylon in einer topografischen Liste von Fremdländern belegt:

„Alle Flach- und Bergländer, Rebellen, Fenchu, Unwissende, Anführer von den Inseln inmitten des Großen Grünen und alle unzugänglichen Fremdländer, die gekommen sind, um sich der Macht seiner Majestät zu beugen und zu den Füßen des guten Gottes liegen, ewig und immer: Tenep, Qedesch, Pebech, Cheta, Asija, Menus, Iqpet, Bereg.“